# Büre
Die Büre (teils auch als Oberlauf des Bachs Namenlose bezeichnet) ist ein südlicher, orografisch linker und mit 2,6 km Fließstrecke der längste Zufluss der Namenlose im nordrhein-westfälischen Hochsauerlandkreis.

## Verlauf
Die Büre entspringt und verläuft in der Region Sauerland im Rothaargebirge und im Naturpark Sauerland-Rothaargebirge. Ihre Quelle liegt zwischen dem Bremberg (ca. 810 m) im Westen, dem Poppenberg (745,8 m) im Nordosten und dem Ortsrand der Kernstadt von Winterberg im Süden auf etwa 741 m ü. NHN; etwa 300 m unterhalb ihrer Quelle mündet rechtsseitig ein rund 250 m langer Bach ein.
Anfangs fließt die Büre im Bereich des Skiliftkarussells Winterberg zwischen dem Poppenberg im Nordwesten und der Winterberger Kernstadt im Südosten entlang des Rothaarsteigs nordostwärts zum südwestlichen Bergfuß des Herrloh (732,9 m). Von dort verläuft sie nach Norden und unterquert den Auslaufbereich der St.-Georg-Schanze in einem schmalen Kanaltunnel auf etwa 650 m Höhe und auf etwas mehr als 300 m Länge; in dem Wintersportgebiet passiert sie mehrere Talstationen von Skiliften und Auslaufbereiche von Skipisten sowie kleine Speicherbecken, deren Wasser für die Versorgung von Schneekanonen benutzt wird. Danach verläuft der Bach am nahen Auslauf der Mattenschanzen am Herrloh vorbei, wonach er einen Teich durchfließt; direkt oberhalb vom Teich mündet linksseitig ein auch Büre genannter Bach ein, der etwa 750 m lang ist.
Die dann weiterhin nordwärts fließende Büre mündet nach östlichem Passieren eines Golfplatzes rund 1,7 km (Luftlinie) nordwestlich der Innenstadt von Winterberg auf etwa 614 m Höhe in den dort von Osten kommenden Neger-Zufluss Namenlose.

## Naturräumliche Zuordnung
Die Büre fließt in der naturräumlichen Haupteinheitengruppe Süderbergland (Nr. 33) und in der Haupteinheit Rothaargebirge (mit Hochsauerland) (333) gänzlich durch die Untereinheit Winterberger Hochland (333). Sie entspringt im Naturraum Astenberg (333.54), um kurz darauf durch den Naturraum Harfeld (Winterberger Hochmulde) (333.56) zu verlaufen.

## Schutzgebiete
Die Büre fließt gänzlich im Landschaftsschutzgebiet Teilgebiet der Stadt Winterberg (CDDA-Nr. 325127; 1994; 75,32 km²) und ihr Unterlauf im Naturschutzgebiet (NSG) Namenlose-Talsystem (CDDA-Nr. 389837; 2008 ausgewiesen; 89 ha groß) mit dortigem Fauna-Flora-Habitat-Gebiet Bergwiesen bei Winterberg (FFH-Nr. 4717-305; 4,87 km²). (siehe auch Abschnitte Schutzgebiete und Fauna im Artikel Namenlose)

## Verkehr und Wandern
Etwa 200 m südlich der Bürequelle liegen am Winterberger Ortsrand an einem gemeinsamen Abschnitt der Bundesstraßen 236 und 480 zwei große Parkplätze, die Wanderern und unter anderem auch Besuchern des Skiliftkarussells Winterberg als Start- und Zielort in die Region dienen. Der gemeinsame Straßenabschnitt verläuft im Mittel etwa 200 m entfernt vom Bach, bis zum Bereich am Herrloh, südöstlich parallel zur Büre; bis dorthin wird sie vom Wanderweg Rothaarsteig begleitet. Danach führen bis zur Mündung Fahrwege entlang des Bachs. Etwas nördlich und damit jenseits der Büremündung in die Namenlose verlaufen die Landesstraße 740 und die Bahnstrecke Nuttlar–Winterberg, die Winterberg (im Südosten) durch Silbach führend mit Siedlinghausen (im Nordwesten) verbinden.